# Joseph Herforth
Joseph Henry Herforth (født 13. april 1853 i København, død 5. marts 1931 sammesteds) var en dansk grosserer.
Herforth var søn af overretsprokurator Christian Herforth og Christiane Johanne f. Rée. Skønt hans familie først og fremmest var beskæftiget med jura, uddannede Herforth sig inden for handelsfaget. Handel var imidlertid ikke hans familie fuldkommen fremmede, eftersom hans mor tilhørte en gammel jødisk handelsslægt. 
I 1875 blev Herforth medejer af den kongelige hof-manufakturhandel Børre Lorenzen & Co. og bosatte sig oven over forretningen på Østergade 13. Forretningen, som specialiserede sig i alle former for manufaktur til damer, var den største og mest eksklusive manufakturhandel i København og leverede bl.a. til den kongelige familie. Herforth varetog den daglige ledelse og rejste samtidig udenlands adskillige gange om året, særligt til Paris, for at studere tidens mode. Da hans kompagnon døde i 1884, blev han eneejer
Børre Lorenzen & Co.'s rummelige modesalon var et samlingspunkt for det bedre borgerskab i slutningen af 1800-tallet, særligt under Herforths ledelse, som bl.a. lagde stor vægt på de store årlige juleudstillinger. Han skelede aldrig efter det brede publikum, men fastholdte ufortrødent forretningens eksklusive renommé. Herman Bangs reportage I Modesalonen fra 1880 tegner et farverigt, næsten spottende portræt af forretningen, som i folkemunde blot kaldtes Børre, og dens elegante men snobbede chef, hvortil Herforth højst sandsynligt og ganske ufrivilligt har lagt model. 
I 1897 overdrog Herforth på grund af sygdom sin forretning til Otto Ringberg og Harald Birger Christensen og levede sine sidste mange år som rentier i Hellerup og København. Salget af den store forretning gjorde ham i besiddelse af en større formue, der yderligere forøgedes ved hans ægteskab med en datter af overretsprokurator P. A. Petersen, som var blandt de rigeste mænd i Danmark i slutningen af 1800-tallet og efterlod en millionformue ved sin død i 1898. 
Herforth giftede sig i 1885 med Dorthea Louise f. Petersen. Parret fik en søn, overretssagfører Knud Herforth, samt tre døtre. Det lykkedes Herforth at indgifte sine døtre i betydningsfulde og velhavende danske familier. Den ældste datter giftede sig med ingeniør Svend Henningsen, den anden giftede sig med frihavnsdirektør Oscar Thielsen, mens den tredje og yngste datter, forfatter Kate Bang, giftede sig med højesteretssagfører Otto Bang og siden blev kendt som den svenske forfatter Verner von Heidenstams muse. 